# Ion Geantă
Ion Geantă (ur. 12 września 1959 w Alexandru Vlahuță, zm. 2 lipca 2019) – rumuński kajakarz. Srebrny medalista olimpijski z Moskwy.
Zawody w 1980 były jego pierwszymi igrzyskami olimpijskimi. Pod nieobecność sportowców z części krajów tzw. Zachodu medal wywalczył w kajakowych czwórkach na dystansie 1000 metrów. Płynęli z nim Mihai Zafiu, Vasile Dîba i Nicușor Eșanu. Brał udział w igrzyskach w 1984.